# Campionati mondiali di nuoto in vasca corta 1993
I primi Campionati mondiali di nuoto in vasca corta si sono svolti ad Palma di Maiorca (Spagna) dal 2 al 5 dicembre 1993.

## Medagliere
| Posizione | Paese         |    |   |   | Totale |
| --------- | ------------- | -- | - | - | ------ |
| 1         | Cina          | 10 | 4 | 1 | 15     |
| 2         | Stati Uniti   | 7  | 6 | 8 | 21     |
| 3         | Australia     | 4  | 9 | 8 | 21     |
| 4         | Regno Unito   | 3  | 2 | 3 | 8      |
| 5         | Brasile       | 2  | 1 | 1 | 4      |
| 5         | Germania      | 1  | 3 | 2 | 6      |
| 7         | Finlandia     | 1  | 1 | 1 | 3      |
| 8         | Canada        | 1  | 0 | 1 | 2      |
| 8         | Svezia        | 1  | 0 | 1 | 2      |
| 10        | Croazia       | 1  | 0 | 0 | 1      |
| 10        | Francia       | 1  | 0 | 0 | 1      |
| 12        | Polonia       | 0  | 1 | 2 | 3      |
| 13        | Italia        | 0  | 1 | 0 | 1      |
| 13        | Giappone      | 0  | 1 | 0 | 1      |
| 13        | Moldavia      | 0  | 1 | 0 | 1      |
| 13        | Paesi Bassi   | 0  | 1 | 0 | 1      |
| 13        | Nuova Zelanda | 0  | 1 | 0 | 1      |
| 13        | Spagna        | 0  | 1 | 0 | 1      |
| 19        | Belgio        | 0  | 0 | 1 | 1      |
| 19        | Cuba          | 0  | 0 | 1 | 1      |
| 19        | Russia        | 0  | 0 | 1 | 1      |

## Piscina 25 m

### 50 m stile libero
| Posizione | Atleta           | Paese       | Tempo |
| --------- | ---------------- | ----------- | ----- |
|           | Mark Foster      | Regno Unito | 21.84 |
|           | Bin Hu           | Cina        | 21.93 |
|           | Robert Abernethy | Australia   | 21.97 |

| Posizione | Atleta         | Paese       | Tempo    |
| --------- | -------------- | ----------- | -------- |
|           | Jingyi Le      | Cina        | 24.23 RM |
|           | Angel Martino  | Stati Uniti | 24.93    |
|           | Linda Olofsson | Svezia      | 25.21    |

### 100 m stile libero
| Posizione | Atleta           | Paese       | Tempo |
| --------- | ---------------- | ----------- | ----- |
|           | Fernando Scherer | Brasile     | 48.38 |
|           | Gustavo Borges   | Brasile     | 48.42 |
|           | Jon Olsen        | Stati Uniti | 48.49 |

| Posizione | Atleta          | Paese       | Tempo    |
| --------- | --------------- | ----------- | -------- |
|           | Jingyi Le       | Cina        | 53.01 RM |
|           | Angel Martino   | Stati Uniti | 53.30    |
|           | Karen Pickering | Regno Unito | 54.39    |

### 200 m stile libero
| Posizione | Atleta       | Paese         | Tempo   |
| --------- | ------------ | ------------- | ------- |
|           | Antti Kasvio | Finlandia     | 1:45.21 |
|           | Trent Bray   | Nuova Zelanda | 1:45.53 |
|           | Artur Wojdat | Polonia       | 1:45.53 |

| Posizione | Atleta          | Paese       | Tempo   |
| --------- | --------------- | ----------- | ------- |
|           | Karen Pickering | Regno Unito | 1:56.25 |
|           | Susie O'Neill   | Australia   | 1:57.16 |
|           | Bin Lu          | Cina        | 1:57.71 |

### 400 m stile libero
| Posizione | Atleta          | Paese       | Tempo   |
| --------- | --------------- | ----------- | ------- |
|           | Daniel Kowalski | Australia   | 3:42.95 |
|           | Antti Kasvio    | Finlandia   | 3:42.98 |
|           | Paul Palmer     | Regno Unito | 3:45.07 |

| Posizione | Atleta        | Paese       | Tempo   |
| --------- | ------------- | ----------- | ------- |
|           | Janet Evans   | Stati Uniti | 4:05.64 |
|           | Trina Jackson | Stati Uniti | 4:07.49 |
|           | Julie Majer   | Australia   | 4:07.91 |

### 800 m stile libero
| Posizione | Atleta        | Paese       | Tempo   |
| --------- | ------------- | ----------- | ------- |
|           | Janet Evans   | Stati Uniti | 8:22.43 |
|           | Julie Majer   | Australia   | 8:26.46 |
|           | Trina Jackson | Stati Uniti | 8:27.50 |

### 1500 m stile libero
| Posizione | Atleta          | Paese     | Tempo    |
| --------- | --------------- | --------- | -------- |
|           | Daniel Kowalski | Australia | 14:42.04 |
|           | Jörg Hoffmann   | Germania  | 14:53.09 |
|           | Piotr Albinski  | Polonia   | 14:53.97 |

### 100 m dorso
| Posizione | Atleta         | Paese       | Tempo |
| --------- | -------------- | ----------- | ----- |
|           | Tripp Schwenk  | Stati Uniti | 52.98 |
|           | Martin Harris  | Regno Unito | 53.93 |
|           | Rodolfo Falcón | Cuba        | 54.00 |

| Posizione | Atleta        | Paese       | Tempo    |
| --------- | ------------- | ----------- | -------- |
|           | Angel Martino | Stati Uniti | 58.50 RM |
|           | Cihong He     | Cina        | 1:00.13  |
|           | Elli Overton  | Australia   | 1:00.18  |

### 200 m dorso
| Posizione | Atleta        | Paese       | Tempo   |
| --------- | ------------- | ----------- | ------- |
|           | Tripp Schwenk | Stati Uniti | 1:54.19 |
|           | Luca Bianchin | Italia      | 1:55.09 |
|           | Stefaan Maene | Belgio      | 1:56.88 |

| Posizione | Atleta        | Paese    | Tempo      |
| --------- | ------------- | -------- | ---------- |
|           | Cihong He     | Cina     | 2:06.09 RM |
|           | Yuanyuan Jia  | Cina     | 2:07.95    |
|           | Cathleen Rund | Germania | 2:09.59    |

### 100 m rana
| Posizione | Atleta           | Paese       | Tempo   |
| --------- | ---------------- | ----------- | ------- |
|           | Phil Rogers      | Australia   | 59.56   |
|           | Ron Dekker       | Paesi Bassi | 59.95   |
|           | Seth Van Neerden | Stati Uniti | 1:00.08 |

| Posizione | Atleta         | Paese     | Tempo      |
| --------- | -------------- | --------- | ---------- |
|           | Guohong Dai    | Cina      | 1:06.58 RM |
|           | Linley Frame   | Australia | 1:07.65    |
|           | Samantha Riley | Australia | 1:07.77    |

### 200 m rana
| Posizione | Atleta          | Paese       | Tempo      |
| --------- | --------------- | ----------- | ---------- |
|           | Nick Gillingham | Regno Unito | 2:07.91 RE |
|           | Phil Rogers     | Australia   | 2:08.32    |
|           | Eric Wunderlich | Stati Uniti | 2:08.49    |

| Posizione | Atleta         | Paese     | Tempo      |
| --------- | -------------- | --------- | ---------- |
|           | Guohong Dai    | Cina      | 2:21.99 RM |
|           | Hitomi Maehara | Giappone  | 2:24.45    |
|           | Samantha Riley | Australia | 2:24.75    |

### 100 m farfalla
| Posizione | Atleta          | Paese       | Tempo |
| --------- | --------------- | ----------- | ----- |
|           | Miloš Milošević | Croazia     | 52.79 |
|           | Mark Henderson  | Stati Uniti | 52.92 |
|           | Rafał Szukała   | Polonia     | 52.94 |

| Posizione | Atleta          | Paese       | Tempo |
| --------- | --------------- | ----------- | ----- |
|           | Susie O'Neill   | Australia   | 59.19 |
|           | Limin Liu       | Cina        | 59.24 |
|           | Kristie Krueger | Stati Uniti | 59.53 |

### 200 m farfalla
| Posizione | Atleta             | Paese    | Tempo   |
| --------- | ------------------ | -------- | ------- |
|           | Franck Esposito    | Francia  | 1:55.42 |
|           | Christian Keller   | Germania | 1:55.75 |
|           | Chris-Carol Bremer | Germania | 1:56.86 |

| Posizione | Atleta        | Paese     | Tempo   |
| --------- | ------------- | --------- | ------- |
|           | Limin Liu     | Cina      | 2:08.51 |
|           | Susie O'Neill | Australia | 2:09.08 |
|           | Petria Thomas | Australia | 2:09.40 |

### 200 m misti
| Posizione | Atleta           | Paese       | Tempo   |
| --------- | ---------------- | ----------- | ------- |
|           | Christian Keller | Germania    | 1:56.80 |
|           | Fraser Walker    | Regno Unito | 1:58.35 |
|           | Curtis Myden     | Canada      | 1:59.27 |

| Posizione | Atleta         | Paese       | Tempo      |
| --------- | -------------- | ----------- | ---------- |
|           | Allison Wagner | Stati Uniti | 2:07.79 RM |
|           | Guohong Dai    | Cina        | 2:09.21    |
|           | Elli Overton   | Australia   | 2:10.51    |

### 400 m misti
| Posizione | Atleta           | Paese     | Tempo   |
| --------- | ---------------- | --------- | ------- |
|           | Curtis Myden     | Canada    | 4:10.51 |
|           | Sergey Mariniux  | Moldavia  | 4:11.96 |
|           | Petteri Lehtinen | Finlandia | 4:12.30 |

| Posizione | Atleta         | Paese       | Tempo      |
| --------- | -------------- | ----------- | ---------- |
|           | Guohong Dai    | Cina        | 4:29.00 RM |
|           | Allison Wagner | Stati Uniti | 4:31.76    |
|           | Julie Majer    | Australia   | 4:37.50    |

### 4 x 100 m stile libero
| Posizione | Atleta                                                             | Paese       | Tempo      |
| --------- | ------------------------------------------------------------------ | ----------- | ---------- |
|           | Fernando Scherer Teófilo Ferreira Gustavo Borges José Carlos Souza | Brasile     | 3:12.11 RM |
|           | David Fox Seth Pepper Jon Olsen Mark Henderson                     | Stati Uniti | 3:12.68    |
|           | Roman Shegolev Vladislav Kulikov Vladimir Predkin Jurij Mukhin     | Russia      | 3:15.56    |

| Posizione | Atleta                                                      | Paese       | Tempo      |
| --------- | ----------------------------------------------------------- | ----------- | ---------- |
|           | Bin Lu Ying Shan Yuanyuan Jia Jingyi Le                     | Cina        | 3:35.97 RM |
|           | Ellenor Svensson Linda Olofsson Suzanne Lööv Louise Jöhncke | Svezia      | 3:39.41    |
|           | Angel Martino Sarah Perroni Kristie Krueger Paige Wilson    | Stati Uniti | 3:40.40    |

### 4 x 200 m stile libero
| Posizione | Atleta                                                             | Paese    | Tempo   |
| --------- | ------------------------------------------------------------------ | -------- | ------- |
|           | Christer Wallin Tommy Werner Lars Frölander Anders Holmertz        | Svezia   | 7:05.92 |
|           | Christian Tröger Christian Keller Chris-Carol Bremer Jörg Hoffmann | Germania | 7:08.63 |
|           | Gustavo Borges Teófilo Ferreira José Carlos Souza Cassiano Leal    | Brasile  | 7:09.38 |

| Posizione | Atleta                                               | Paese       | Tempo      |
| --------- | ---------------------------------------------------- | ----------- | ---------- |
|           | Ying Shan Guanbin Zhou Jingyi Le Bin Lu              | Cina        | 7:52.45 RM |
|           | Tammy Bruce Elli Overton Anna Windsor Susie O'Neill  | Australia   | 7:56.52    |
|           | Paige Wilson Sarah Perroni Trina Jackson Janet Evans | Stati Uniti | 8:02.99    |

### 4 x 100 m misti
| Posizione | Atleta                                                        | Paese       | Tempo      |
| --------- | ------------------------------------------------------------- | ----------- | ---------- |
|           | Tripp Schwenk Eric Wunderlich Mark Henderson Jon Olsen        | Stati Uniti | 3:32.57 RM |
|           | Carlos Ventosa Sergi lópez Jaime Fernández Josep Maria Rojano | Spagna      | 3:36.92    |
|           | Martin Harris Nick Gillingham Mike Fibbens Mark Foster        | Regno Unito | 3:37.27    |

| Posizione | Atleta                                                        | Paese       | Tempo      |
| --------- | ------------------------------------------------------------- | ----------- | ---------- |
|           | Jingyi Le Chihong He Limin Liu Guohong Dai                    | Cina        | 3:57.73 RM |
|           | Tammy Bruce Elli Overton Anna Windsor Susie O'Neill           | Australia   | 4:00.17    |
|           | Angel Martino Kelli King-Bednar Kristie Krueger Sarah Perroni | Stati Uniti | 4:01.30    |